# Vught
Vught (anhörenⓘ) ist eine Gemeinde in den Niederlanden, Provinz Noord-Brabant. Sie hat 33.024 Einwohner (Stand 1. Januar 2025). Ihre Gesamtfläche beträgt 61,12 km². Zu Vught gehören auch die westlich gelegenen Dörfer Cromvoirt und Helvoirt. Kamp Vught war der Name des KZ Herzogenbusch.

## Lage und Wirtschaft
Vught liegt am Fluss Dommel, etwa 3,5 km südlich der Provinzhauptstadt ’s-Hertogenbosch. In Vught teilt sich die Bahnstrecke von ’s-Hertogenbosch nach Tilburg in südwestlicher und Eindhoven in südsüdöstlicher Richtung. Hier hat Vught einen Kleinbahnhof; eine Haltestelle an der Linie nach Tilburg ist „in Studie“. Auch die Autobahn A 2 ’s-Hertogenbosch–Eindhoven führt durch Vught (mit Abzweigung A65/N65 Richtung Tilburg).
Vught ist ein Vorort von ’s-Hertogenbosch. Über die Hälfte der berufstätigen Bevölkerung arbeitet in der nördlichen Nachbarstadt. In Vught gibt es mehrere Pflegeanstalten, darunter ein psychiatrisches Krankenhaus. Auch das Stadtgefängnis von ’s-Hertogenbosch steht in Vught.

## Geschichte
Der Name Vught geht auf die Feuchtigkeit des Gebietes in den ehemaligen Auen der Dommel zurück (vught = „feucht“). Über die Geschichte von Vught vor dem 19. Jahrhundert ist, abgesehen von einem dem Ort gewährten Zollrecht 1028, so gut wie nichts bekannt.
1844 wurden in Vught acht „lunetten“, halbmondförmige Festungswerke gebaut. Sie gehörten der Festung von ’s-Hertogenbosch an. Vught wurde zu einem wichtigen Standort des Heeres, u. a. der Pioniertruppen; im Dorf stehen noch mehrere ehemalige Kasernen.
Südlich des Ortes wurde ab etwa 1890 durch eine dampfmaschinengesteuerte Anlage Sand gewonnen. Im Volksmund hieß diese Maschine „de ijzeren man“ (der Eiserne Mann). Der durch die Sandgewinnung entstandene See, jetzt ein Naherholungsgebiet mit Badestrand, erhielt denselben Namen.
Ab August 1942 wurde in einem Militärgelände westlich der Ortsmitte durch niederländische Arbeiter bis Januar 1943 ein Gefangenenlager gebaut. Im Januar 1943 wurde unter der deutschen Besatzung von der SS das Kamp Vught (KZ Herzogenbusch) eröffnet.
Die Gebäude wurden nach der Unabhängigkeit Indonesiens 1949 zum Teil als Wohnort für molukkische Einwanderer (hollandtreue evakuierte Einheimische und Niederländer, darunter viele Berufssoldaten) eingerichtet. Da viele diese Molukker sich auch nach der Evakuierung in die Niederlande, zum KNIL (Koninklijk Nederlandsch-Indisch Leger, deutsch: Königliche Niederländisch-Indische Armee), bekannten, lehnten sie es ab, sich als Zivilisten zu betrachten. Sie blieben in den Baracken wohnen. 1970 mussten sie  dann in „normale“ Wohnungen umziehen. Immer noch leben in Vught viele Niederländer molukkischer Herkunft.

## Sehenswürdigkeiten

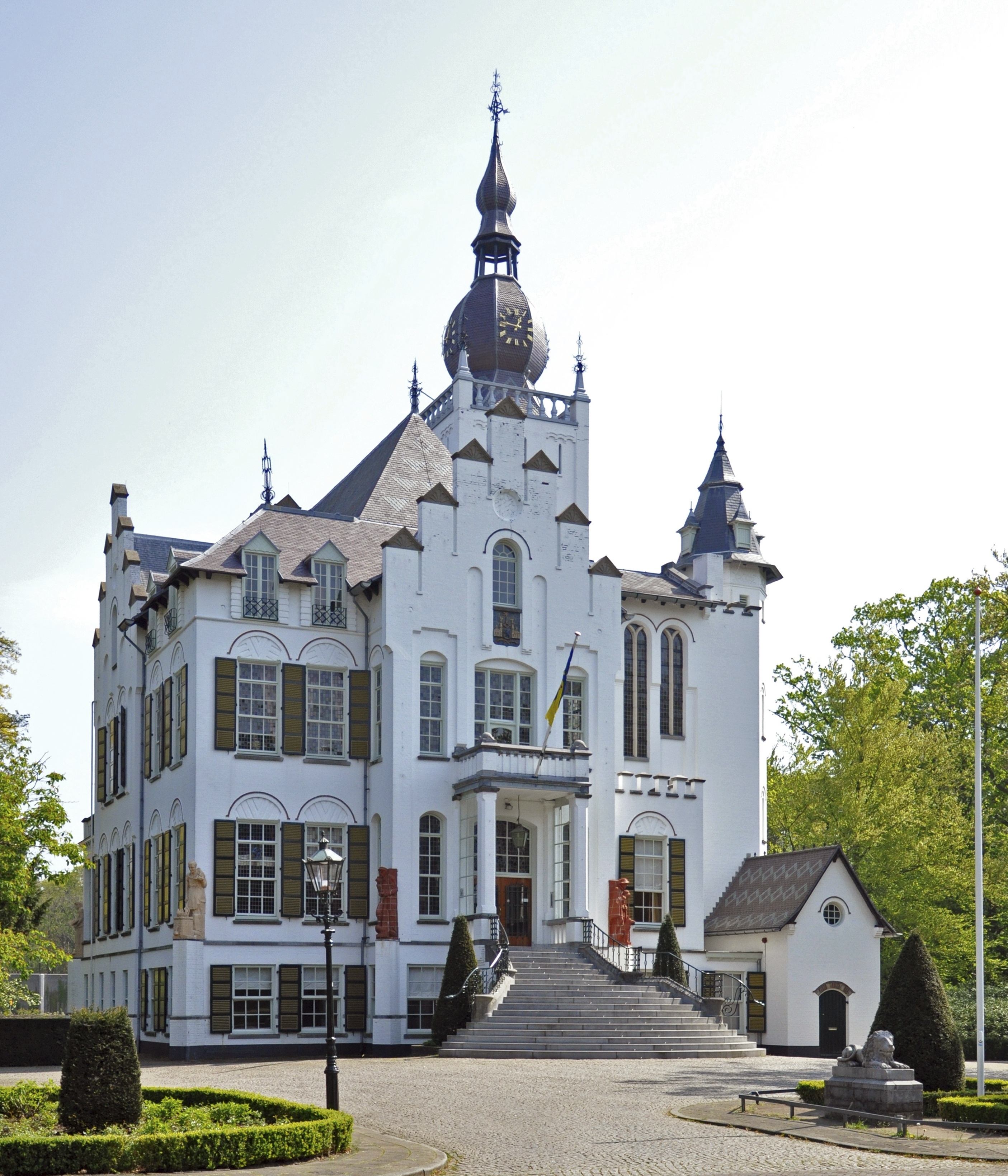
Landhuis Leeuwenstein, Rathaus der Stadt Vught

- Die Überbleibsel des ehemaligen KZ Herzogenbusch (niederländisch Kamp Vught) können besichtigt werden. Ein Nationaldenkmal befindet sich am „Fusilladeplaats“ (Erschießungsstelle).
- In einer ehemaligen Kaserne befindet sich das Niederländische Genie-Museum (Museum der Pioniertruppen). Nur beschränkt geöffnet (siehe die Website).
- Auch im Heimatmuseum (Vughts Historisch Museum), in der Ortsmitte, finden sich Gegenstände aus dem ehemaligen KZ; daneben Gemälde, archäologische Funde, Spielzeug aus dem 19. Jahrhundert usw.
- Südlich des ehemaligen KZ liegt ein Wald- und Heidegebiet, mit u. a. dem Naherholungsgebiet De IJzeren Man.
- Vught und Cromvoirt haben beide eine um 1500 erbaute Dorfkirche.
- Östlich des Dorfes liegt das von einem kleinen Wald umgebene Schloss Maurick (erbaut um 1500; völlig restauriert um 1890), in dem sich heute ein Luxusrestaurant befindet.

## Persönlichkeiten
- Alexander Freiherr von Senarclens-Grancy, deutscher Marineoffizier, Diplomat (Marineattache), zuletzt Adjutant Kaisers Wilhelm II., wurde am 25. August 1880 in Vught geboren
- Tonny van Lierop (1910–1982), Hockeyspieler
- Pierre Hermans (* 1953), Hockeyspieler
- Rogier Hofman (* 1986), Hockeyspieler

## Bilder

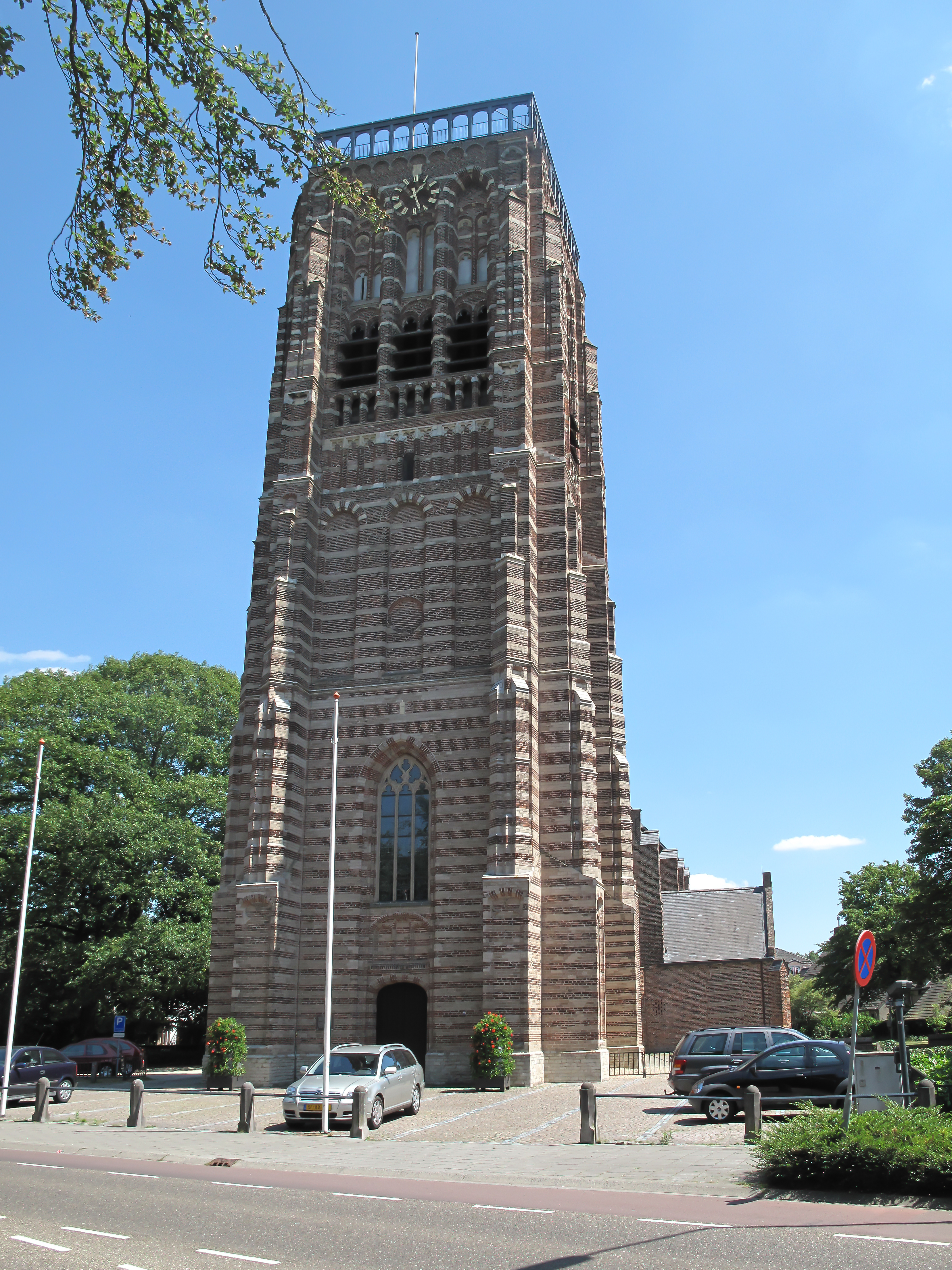
Vught, Lambertuskerk – Vughtse toren
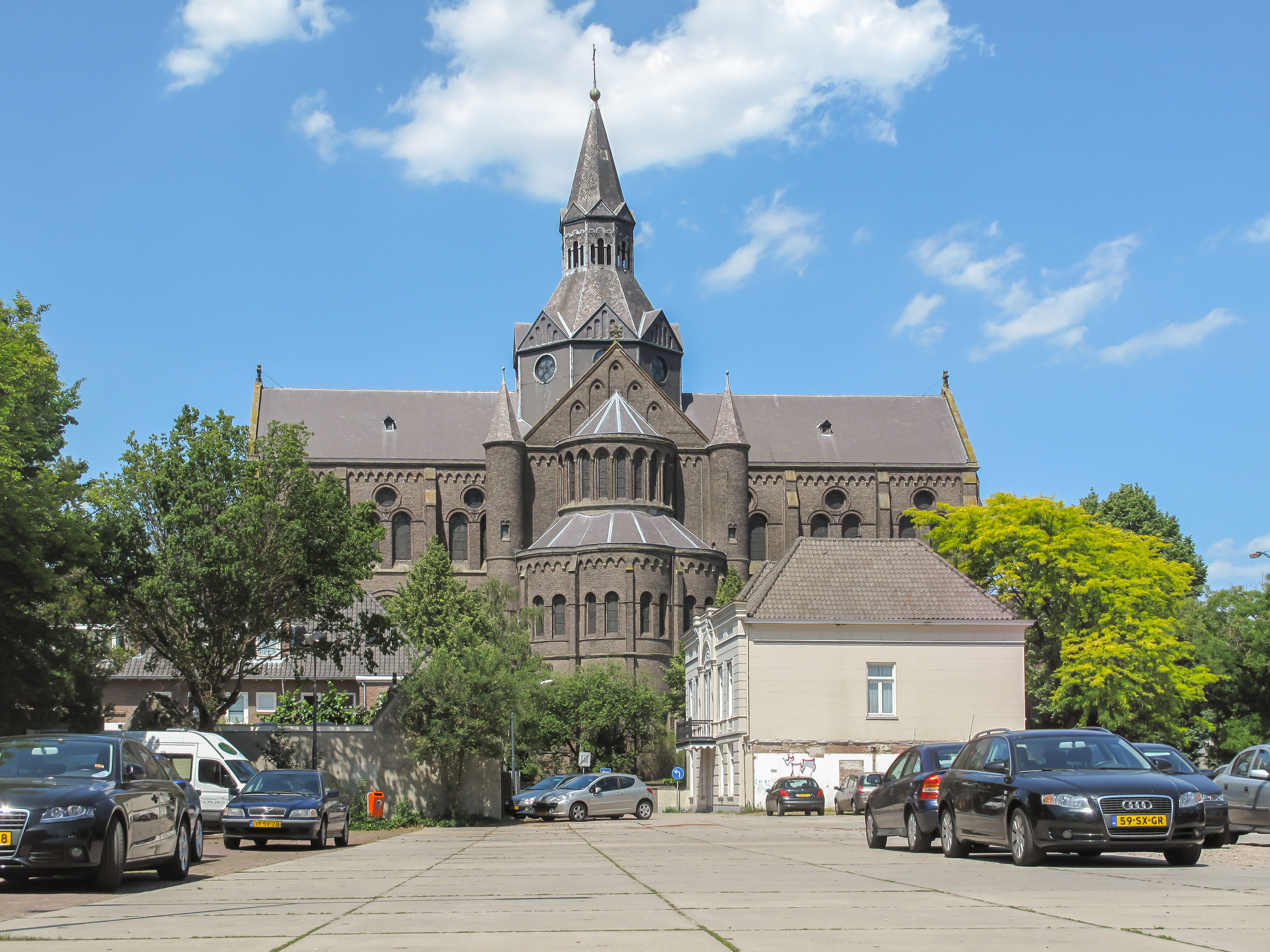
Vught, Sint Petruskerk
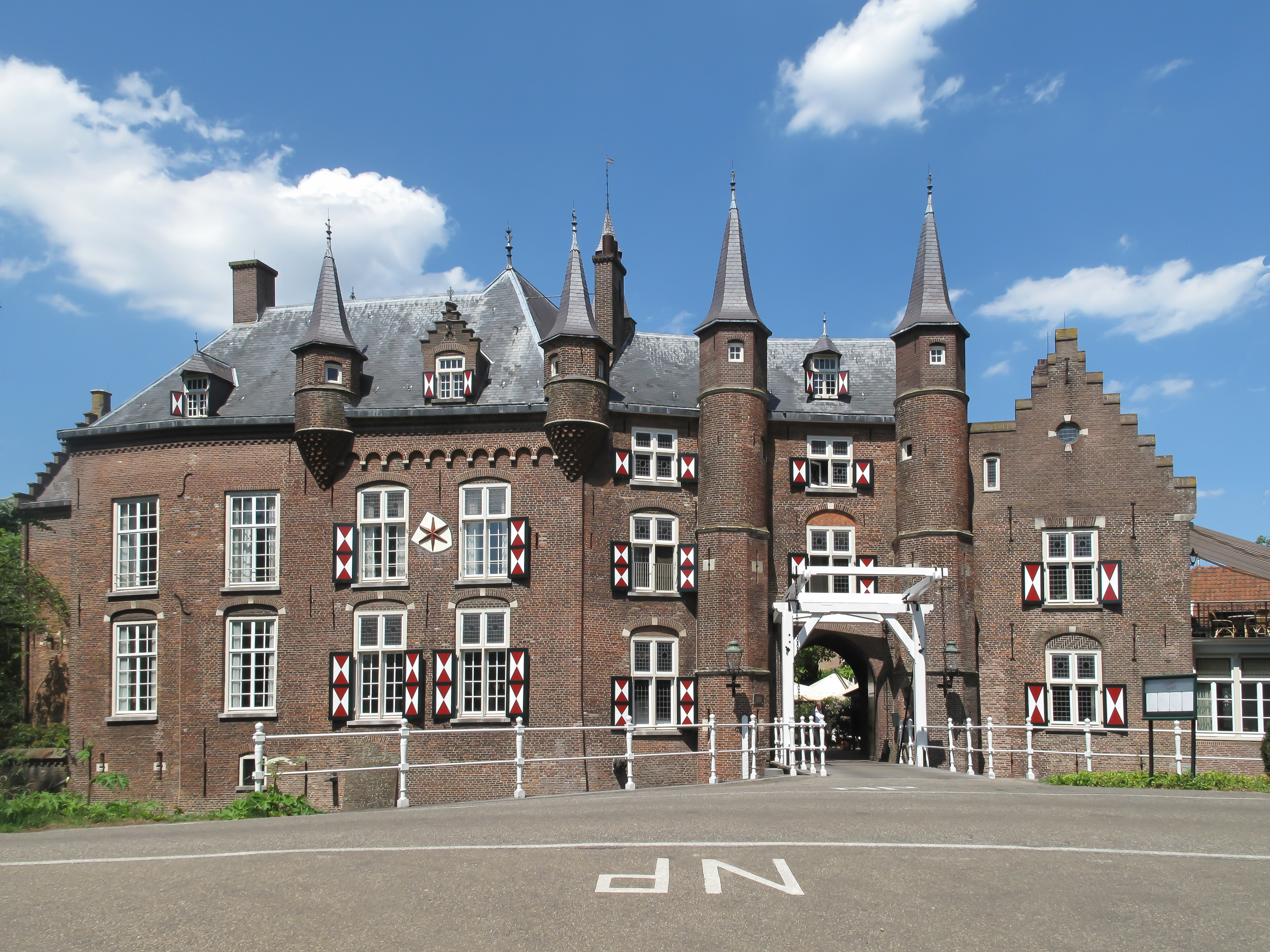
Vught, Schloss: kasteel Maurick

## Politik
Die Lokalpartei Gemeentebelangen gewann die letzte Kommunalwahl im Jahr 2020 mit knapp einem Viertel der Stimmen und ist damit seit 2010 unangefochtener Wahlsieger.

### Gemeinderat
Der Gemeinderat von Vught setzt sich seit 1982 wie folgt zusammen:
| Partei               | Sitze | Sitze | Sitze | Sitze | Sitze | Sitze | Sitze | Sitze | Sitze | Sitze | Sitze  |
| Partei               | 1982  | 1986  | 1990  | 1994  | 1998  | 2002  | 2006  | 2010  | 2014  | 2018  | 2020 a |
| -------------------- | ----- | ----- | ----- | ----- | ----- | ----- | ----- | ----- | ----- | ----- | ------ |
| Gemeentebelangen     | 6     | 5     | 5     | 7     | 5     | 9     | 5     | 5     | 8     | 7     | 6      |
| D66                  | 0     | –     | –     | 2     | 2     | 2     | 0     | 2     | 4     | 3     | 5      |
| VVD                  | 3     | 3     | 2     | 2     | 4     | 4     | 4     | 5     | 4     | 4     | 4      |
| PvdA b               | 1     | 2     | 2     | 2     | –     | –     | –     | 4     | 2     | 4     | 4      |
| GroenLinks           | –     | –     | –     | –     | –     | –     | –     | 4     | 2     | 4     | 4      |
| CDA                  | 6     | 5     | 5     | 4     | 4     | 3     | 3     | 3     | 1     | 1     | 3      |
| SP                   | –     | –     | –     | –     | –     | –     | 5     | 2     | 2     | 2     | 1      |
| Ons-Vught            | –     | –     | –     | –     | –     | –     | –     | 0     | –     | –     | –      |
| Vught Samen Anders b | –     | –     | –     | –     | 6     | 3     | 4     | –     | –     | –     | –      |
| Progressief Vught b  | 1     | 2     | 3     | 2     | –     | –     | –     | –     | –     | –     | –      |
| De Volkspartij       | 2     | 2     | 2     | –     | –     | –     | –     | –     | –     | –     | –      |
| Gesamt               | 19    | 19    | 19    | 19    | 21    | 21    | 21    | 21    | 21    | 21    | 23     |

Anmerkungen

### Städtepartnerschaft
- Oranienburg, Deutschland